# Skyfire (film)
Skyfire (天·火S) è un film catastrofico cinese del 2019 diretto da Simon West.

## Trama
Nell'isola di Tianhuo, situata nel Mar Cinese Meridionale, la vita scorre felice in quello che è in apparenza un autentico paradiso terrestre; la popolazione sembra essersi del tutto dimenticata di vivere nel cosiddetto "Anello di Fuoco", una cintura di vulcani nell'Oceano Pacifico. L'unica persona che si impegna su questa fronte è Xiao Meng Li, una giovane scienziata che ha inventato e messo a punto un sofisticato sistema di rilevamento dei movimenti delle masse magmatiche finalizzato a dare l'allarme in caso di eruzioni dei vulcani, in modo da dare il tempo alla popolazione di fuggire; la stessa Xiao Meng Li aveva perso la madre in un'eruzione avvenuta due decenni prima.
A lei si contrappone Jack Harris, un uomo d'affari privo di scrupoli che ha trasformato l'isola in un parco a tema per ricchi in cerca di emozioni forti; Xiao Meng lo avverte del pericolo imminente: il vulcano si sta risvegliando. Harris non ascolta i consigli della scienziata; in soccorso di lei arriva sull'isola Wentao Li, padre di Xiao Meng, che atterra proprio mentre il vulcano inizia a eruttare. Per lui quella diventa una corsa contro il tempo per cercare di salvare sua figlia e recuperare i turisti e gli abitanti del villaggio prima che avvenga l'apocalisse vulcanica.

## Produzione
Si tratta del primo disaster movie ad alto budget prodotto in Cina e la responsabile di produzione Jennifer Dong ha espresso il desiderio che il film apra la strada cinese per questo nuovo genere, in maniera analoga a quanto fatto da The Wandering Earth per la fantascienza cinese.
Il film è stato girato in due versioni, una in cinese mandarino e una in inglese.

## Distribuzione
La prima del film, inizialmente prevista per il luglio del 2019, è avvenuta il 12 dicembre 2019 in Cina, raggiungendo immediatamente il numero uno per incassi.